# Швайген
Швайген (нем. Schwaigen) — община в Германии, в земле Бавария. 
Подчиняется административному округу Верхняя Бавария. Входит в состав района Гармиш-Партенкирхен.  Население составляет 601 человек (на 31 декабря 2010 года). Занимает площадь 23,58 км².